# Boris Asafjev
Boris Vladimirovitj Asafjev (ryska: Бори́с Влади́мирович Аса́фьев), född 29 juli 1884, död 27 januari 1949, var en rysk kompositör och musikforskare. Pseudonym: Igor Glebov.

## Biografi
Asafjev fick sin utbildning vid Sankt Petersburgkonservatoriet och avlade examen i komposition för Anatolij Ljadov. Han blev 1910 konsertmästare och senare musikkonsult vid Mariinskijteatern i Leningrad. År 1925 blev han professor i musikvetenskap vid Leningrads konservatorium. Han utsågs 1943 till professor vid musikkonservatoriet i Moskva och blev 1945 ledare för musiksektionen vid vetenskapsakademins konsthistoriska institut liksom konsult vid Bolsjojteatern. Han blev 1948 ordförande i Sovjetunionens kompositörsförbund.
Asafjev betraktas som en av grundläggarna av musikforskningen i Sovjetunionen och han utgav studier över rysk opera, ryska sångkompositioner samt monografier över en lång rad ryska kompositörer, bland andra Modest Musorgskij, Aleksandr Skrjabin och Rimskij-Korsakov.

## Verk
Boris Asafjev har komponerat 11 operor, 28 baletter, 4 symfonier och annan instrumentalmusik, samt romanser, körverk, sånger och skådespelsmusik. 